# Pargev Vardanyan
Pargev Vardanyan, mer känd under sitt artistnamn Parg, född 7 juni 1996 i Hayravank, är en armenisk sångare. Han representerade Armenien i Eurovision Song Contest 2025 med låten "Survivor" som kom på en 20:e plats i finalen. Parg slog igenom som artist 2021 då han släppte sin debutsingen "Ginin u Grely".